# 美国法律总汇
美国法律总汇（英語：United States Statutes at Large），是通过编年体的方式，由美国国家档案和记录管理局联邦纪事办公室自1937年开始编辑的官方法律汇编。总汇中有所有美国建国以来通过的法律，至今已经有125卷总汇出版。所有经由国会通过的法律以单行法的形式发布，每次国会会议结束后，再被统一收录在总汇中。这些法律会被分类为私法和公法，经过编号后发布，再编入总汇，最后编入法典。

## 历史
1845年，在美国国会联合决议案的规定下，一家私人出版社承担了出版国家法律汇编的权利。私人承包期间，一共有过三位总编辑，分别是第1-8卷的总编理查德·彼得斯，第9-11卷的总编乔治·米诺，第11-17卷的总编乔治·桑格。
1874年，依据国务卿的指令，国会将出版的权利移交给了美国政府出版局。
1947年7月30日，在公法Pub.L. 80–278的规定下，汇总、编辑及出版权属于国务卿。
1950年9月23日，在公法Pub.L. 81–821的规定下，上述权利移交于行政事务管理局。
自1985年至今，总汇的编撰和出版由美国联邦公报局和美国国家档案总署一同负责。
在1948年之前，所有美国参议院通过的条约和国际协定也被收录在总汇中，现在这些内容从总汇中去除，单独出版为《美国条约和其他国际协定》，简称UST。总汇中还包含了自由宣言、邦联和永久联合条例、宪法及宪法修正案和总统声明。国会一些比较冗长、内容繁复的法案会单独成为总汇的附录，例如总汇第68卷App.A-美国1954年国内税收法。

## 法典化
很大一部分公法是作为美国法典的修正案立法的，当一法案通过后，它会被编入总汇，并对现有的美国法典中的相应内容进行添加、修改或删除的处理。当对公法的修订中只有制定语句、有效日期以及相似内容时不一定会被法典化。通常私法也不会被法典化。
美国法典有一部分不是作为实在法立法的，因此当美国法典中非实在法的条款和总汇中的条款起冲突时，以总汇的文本为优先选择。

## 延伸閲讀
- How Our Laws Are Made （页面存档备份，存于）, by the Parliamentarian of the House of Representatives (PDF （页面存档备份，存于）).

## 外部連結
- 我们是如何立法的 （页面存档备份，存于）, 众议院制作 (PDF （页面存档备份，存于）).
- 法律总汇第1-18卷（1789-1875年） （页面存档备份，存于） ，由国会图书馆开放浏览。
- 法律总汇第1-64卷（1789-1951年） （页面存档备份，存于），由Congressional Data Coalition （页面存档备份，存于）通过 LEGISWORKS.org开放浏览。
- 法律总汇第65-125卷（1951-2011年） （页面存档备份，存于），由国家出版局和国会图书馆通过联邦电子系统开放浏览。
- 法律总汇第1-124卷 （页面存档备份，存于），由Constitution Society开放浏览。
- 自1995年（第104届国会）至今的公、私法汇总 由国家出版局以单行法的形式用总汇的页码注释发布。
- 法律总汇第1-44卷（1789-1927年），含有DjVu和PDF格式可选，也有OCR选项。
- 美国法令和法规：历史脉络、注释、名单、表格和来源 （页面存档备份，存于），来自于华盛顿特区法律图书馆管理员社会。
- 美国修订制定法第二版（1878年） （页面存档备份，存于）